# Zentralamerika- und Karibikspiele 1954
Die 7. Zentralamerika- und Karibikspiele fanden vom 5. bis 20. März 1954 in der mexikanischen Hauptstadt Mexiko-Stadt statt. Ursprünglich hatte Panama-Stadt den Zuschlag für die Austragung erhalten, allerdings gaben die Organisatoren 1952 bekannt, die Spiele nicht austragen zu können. Mexiko-Stadt, das als Ersatzaustragungsort gewählt worden war, sprang stattdessen ein.
Mexiko war die erfolgreichste Nation mit 47 Goldmedaillen vor Kuba, dessen Sportler 29 Mal Gold gewannen.

## Teilnehmende Nationen
Zwölf Länder mit insgesamt 1321 Athleten nahmen an den Zentralamerika- und Karibikspielen teil.
| - Dominikanische Republik - El Salvador - Guatemala - Jamaika | - Kolumbien - Kuba - Mexiko - Nicaragua | - Niederländische Antillen - Panama - Puerto Rico - Venezuela |

## Sportarten
Bei den Zentralamerika- und Karibikspielen waren dieselben 19 Sportarten wie schon 1950 im Programm.
| - Baseball - Basketball - Bowling - Boxen - Fechten - Fußball - Gewichtheben | - Golf - Leichtathletik - Radsport - Reiten - Ringen - Schießen | - Schwimmen - Tennis - Turnen - Volleyball - Wasserball - Wasserspringen |

Fett markierte Links führen zu den detaillierten Ergebnissen der Spiele

## Medaillenspiegel
| Platz | Land                     | Gold | Silber | Bronze | Gesamt |
| ----- | ------------------------ | ---- | ------ | ------ | ------ |
| 01    | Mexiko                   | 47   | 42     | 36     | 125    |
| 02    | Kuba                     | 29   | 19     | 20     | 68     |
| 03    | Venezuela                | 14   | 18     | 21     | 53     |
| 04    | Kolumbien                | 8    | 6      | 9      | 23     |
| 05    | Panama                   | 7    | 7      | 8      | 22     |
| 06    | Puerto Rico              | 6    | 9      | 9      | 24     |
| 07    | Jamaika                  | 5    | 10     | 4      | 19     |
| 08    | Guatemala                | 3    | 8      | 11     | 22     |
| 09    | El Salvador              | 2    | 1      | 2      | 5      |
| 10    | Niederländische Antillen | 1    | 1      | —      | 2      |
| 11    | Dominikanische Republik  | —    | 1      | 1      | 2      |